# 중앙경제위원회
중앙경제위원회(中央經濟委員會)는 1945년 10월 2일 미군정이 38도선 이하에 주둔한 후, 경제 계획과 수립, 조정, 예산 편성과 조정, 그 집행의 관리, 화폐, 금융, 국채발행 및 관리 등의 목적으로 설치한 미 군정의 중앙행정기관이다. 1948년 8월 15일 대한민국 정부 수립 후, 업무를 재무부 예산국, 기획국, 내무부 통계국 등으로 인수인계하였다.
미군정은 경제학, 경영학, 회계학 전공 장교들을 발탁 군정 경제위원회를 구성하게 했다. 중앙경제위원회는 예산, 재정, 화폐에 대한 업무를 군정 재무부와 상의하고 예산 수립, 예산 편성, 집행을 담당하였다. 1946년 3월 16일 미군정청 군정장관 아서 러치는 최두선(崔斗善), 김우평(金佑枰), 이훈구(李勳求), 이정솔(李定率), 윤행중(尹行重), 이규재(李奎載), 윤기익(尹基益) 등 조선인 경제고문 7명을 임명하여 중앙경제위원회에 참여시켰으며, 남조선과도정부 출범 직전인 1947년 1월 9일 민희식(閔熙植)을 위원장으로, 김우평(金佑枰)을 사무국장으로, 이훈구(李勳求), 윤호병(尹皓炳), 오정수(吳禎洙) 등을 위원으로 하여 개편하였다.

## 연혁
- 1945년 10월 2일 - 미군정이 중앙청에 중앙경제위원회 설치
- 1946년 3월 16일 - 중앙경제위원회 내 한인 고문 위촉
- 1947년 1월 9일 - 한인 위원장 및 위원 임명
- 1948년 8월 15일 - 정부 수립 후 인수인계, 9월 13일 폐지

## 같이 보기
- 미군정청
- 남조선과도정부
- 경제기획원